# جاسپر لوفلند
جاسپر لوفلند (انگلیسی: Jasper Löffelsend؛ زادهٔ ۱۰ سپتامبر ۱۹۹۷) بازیکن فوتبال اهل آلمان است.